# Corpus der minoischen und mykenischen Siegel
El Corpus der minoischen und mykenischen Siegel (llamado también CMS) es un proyecto de investigación que cataloga los sellos que pertenecen a las civilizaciones minoica y micénica y algunos otros que pueden pertenecer a otras culturas pero que han sido hallados en el área del Egeo. Estos son un elemento iconográfico de gran importancia para la comprensión de las culturas del Egeo de la Edad del Bronce. 

## Los sellos
En este proyecto se han inventariado más de 10 000 sellos o impresiones de sellos. La mayoría de ellos han sido encontrados en excavaciones arqueológicas oficiales pero la procedencia de otros es dudosa. De hecho, también se encuentra información sobre algunas falsificaciones. Los sellos se fabricaron en materiales muy diversos como metales, piedras, huesos, materiales vítreos o arcilla. Se estima que se usaron en la Edad del Bronce con tres propósitos principales: para precintar objetos, de manera que no se pudieran abrir sin que la imagen del sello quedara destruida; para marcar o etiquetar objetos y para autorizar o identificar a personas. Además, es posible que algunos sellos tuvieran una función meramente decorativa o sirvieran como amuleto o insignia personal.

## Participantes
El proyecto se llevó a cabo entre 1958 y 2011 en Marburgo con apoyo financiero de la Academia de Ciencias y Letras de Maguncia, y en 2011 se trasladó a la Universidad de Heidelberg.
Ha sido dirigido por Friedrich Matz, que fue su fundador, desde 1958 hasta 1974. Hagen Biesantz fue su coeditor hasta 1967 y coordinó el trabajo del CMS sobre las colecciones conservadas en Grecia. Ingo Pini se unió al proyecto en 1965 y pasó a dirigirlo entre 1975 y 2002. Walter Müller se unió al proyecto en 1985 y lo dirigió tras la jubilación de Pini, entre 2003 y 2011. Posteriormente Maria Anastasiadou y Diamantis Panagiotopoulos fueron los directores entre 2012 y 2019 y Diamantis Panagiotopoulos a partir de septiembre de 2019.
Otras muchas personalidades destacadas de la arqueología y la historia han participado en la edición de los volúmenes o suplementos. Artemis Karnava es la autora del apéndice más reciente, publicado en 2018.

## Materiales

### Archivo
El archivo del CMS consta de moldes de impresión, fotografías, diapositivas, réplicas y dibujos de los sellos, así como de fichas informativas de cada pieza. También hay una colección de minerales y material sobre la historia del CMS.

### Volúmenes
Por otra parte, se han publicado trece volúmenes y varios suplementos. Los volúmenes del CMS se están organizados según el lugar donde están conservados los sellos originales de forma que los volúmenes del I al V incluyen los sellos conservados en museos griegos, los volúmenes VI al XI los conservados en el resto de Europa y los volúmenes XII y XIII los conservados en Norteamérica.
Cada entrada del catálogo consta de una fotografía del sello, otra de su impresión y de un dibujo de la impresión. A veces también se incluye una foto que muestra la forma del sello. Se ofrece a continuación información sobre el número de inventario, dimensiones, forma, material, procedencia y descripción de lo que representa. Además se ofrece bibliografía académica sobre la pieza descrita.
|                      |
| Fotografía del sello |

|                  |
| Dibujo del sello |

|                     |
| Impresión del sello |

### Base de datos
También hay una base de datos del CMS que contiene información revisada y actualizada de cada objeto. Esta información está integrada en la base de datos del Instituto Arqueológico Alemán, denominada Arachne.